# Rupnagar
Rupnagar (nep. रूपनगर) – gaun wikas samiti we wschodniej części Nepalu w strefie Sagarmatha w dystrykcie Saptari. Według nepalskiego spisu powszechnego z 2001 roku liczył on 957 gospodarstw domowych i 5070 mieszkańców (2603 kobiet i 2467 mężczyzn).